# 도마마에정
도마마에정(일본어: 苫前町)은 일본 홋카이도 루모이 진흥국 관내 중부에 있는 정이다.
정명의 유래는 아이누어의 ‘트마오마이’(toma-oma-i, 왜현호색이 있는 곳)이다. 풍력 발전이 활발하고 국도 232호선에서 보이는 홋카이도 최대급의 풍력 발전기들은 잡지 등에서 다루어지는 일도 많다.

## 지리
루모이 지방 중부의 동해 측 연안에 위치한다.

### 인접한 자치체
- 루모이 진흥국
  - 도마마에군 하보로정
  - 루모이군 오비라정

- 소라치 종합진흥국
  - 우류군 호로카나이정

## 역사
- 1880년 - 도마마에촌을 포함한 3개 촌의 호장사무소를 도마마에촌에 설치했다.
- 1894년 2월 3일 - 도마마에군 하보로촌(현 하보로정)을 분리했다.
- 1902년 4월 1일 - 도마마에군 리키비루촌을 편입해 2급 정촌제를 시행하여 도마마에군 도마마에촌이 되었다.
- 1915년 4월 1일 - 1급 정촌제를 시행했다.
- 1948년 10월 1일 - 정으로 승격해 도마마에정이 되었다.

## 경제
주요 산업은 연안 어업, 농업, 낙농업, 임업 등이다. 농업은 쌀 등을 생산한다.

## 교통

### 도로
- 국도 232호선(일본어판)
- 국도 239호선

## 같이 보기
- 산케베츠 불곰 사건